# Robert Culp

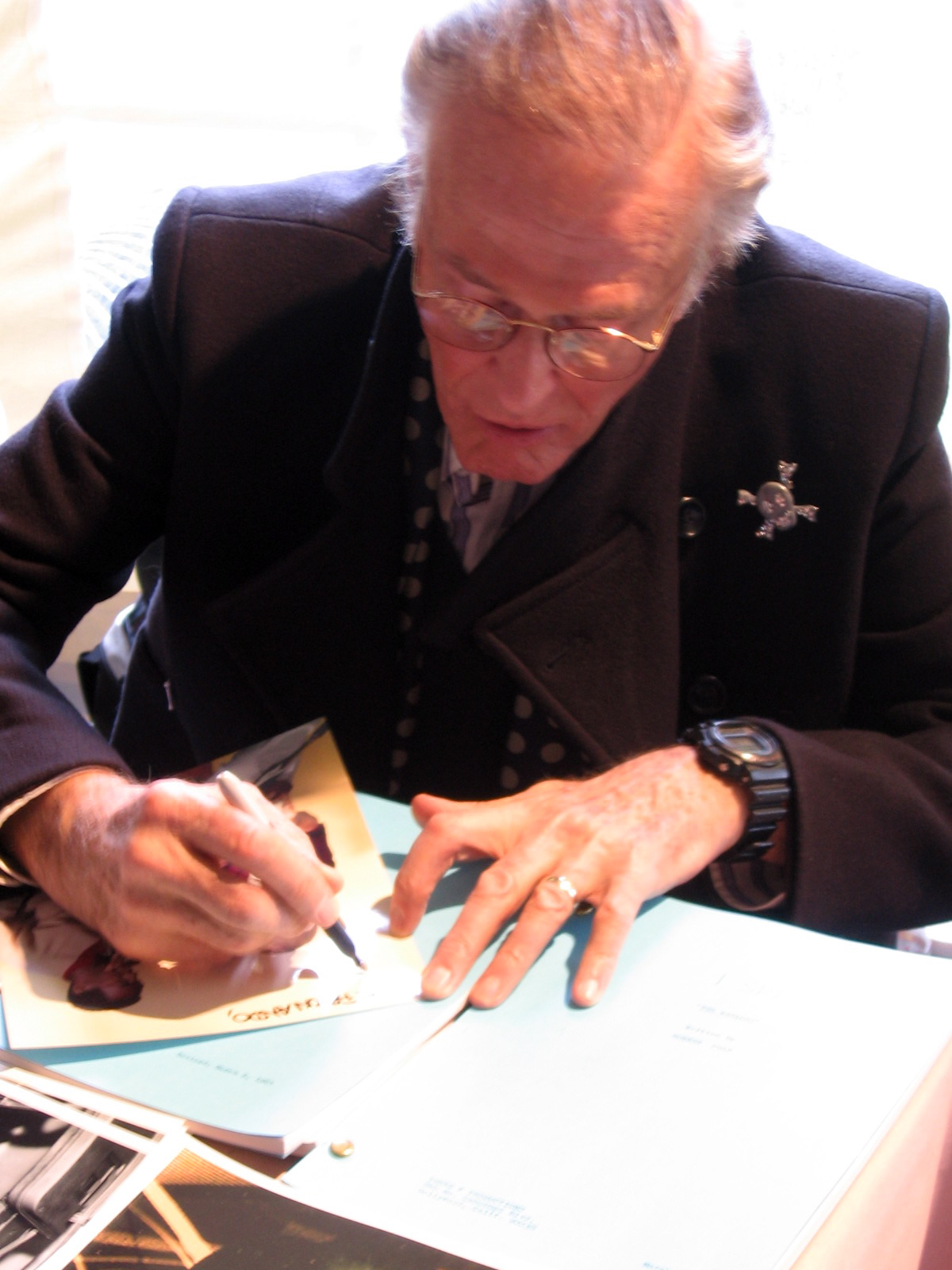
Robert Culp in 2005

Robert Martin Culp (Oakland (Californië), 16 augustus 1930 - Los Angeles, 24 maart 2010) was een Amerikaans acteur, scriptschrijver en regisseur.

## Biografie
Robert Culp werd in Oakland geboren en studeerde af aan de Berkeley High School. Hij volgde daarna les aan het College of the Pacific, de Washington-universiteit in Saint Louis, het San Francisco State College en de toneelschool van de Universiteit van Washington, maar voltooide zijn studies nergens en behaalde geen academisch diploma.
Culp trouwde vijf keer. De eerste keer was op 23 september 1951, met Elayne Carroll. Het stel ging echter al gauw weer uit elkaar. In 1957 trouwde Culp voor de tweede maal, dit keer met Nancy Asch. Uit dit huwelijk werden vier kinderen geboren, maar in 1966 eindigde het huwelijk. Op 9 december 1967 volgde een derde huwelijk, nu met actrice France Nuyen. In 1970 eindigde ook dit huwelijk. Eerste Kerstdag 1971 werd het huwelijk met actrice Sheila Sullivan voltrokken. In 1976 eindigde ook dit huwelijk. Het vijfde huwelijk met Candace Faulkner duurde van 31 december 1981 tot aan zijn dood. Uit dit huwelijk werd in 1982 nog een kind geboren, Samantha Hallie Culp.
Culp was een pokermaatje van Hugh Hefner, en bezocht dan ook regelmatig de Playboy Mansion.
Robert Culp overleed op 79-jarige leeftijd aan de gevolgen van een zware hartaanval en werd gevonden op een stoep nabij zijn huis in Hollywood. Zijn laatste rol speelde hij in de film The Assignment.

## Carrière
Hij werd vooral bekend als Hoby Gilman in Trackdown (1957-1959), Kelly Robinson in de televisieserie I Spy in Nederland uitgezonden onder de titel Dubbelspion (1965-1968) en als Bill Maxwell in The Greatest American Hero (1981-1983, 1986). Hij maakte zijn tv-debuut in 1953, in een aflevering van You Are There. Dit was een serie die gepresenteerd werd door Walter Cronkite en waarin historische gebeurtenissen werden nagespeeld.
Ook speelde hij een van de hoofdrollen in de relatiekomedie "Bob & Carol & Ted & Alice" uit 1969. Hij speelde daar aan de zijde van Natalie Wood, Dyan Cannon en Elliott Gould. De film is een treffend beeld van de heersende "free love"-mentaliteit in die periode.
In meer recente jaren was hij onder meer te zien als Warren in Everybody Loves Raymond.
Culp speelde ook vele gastrollen in tv-series. Zo was hij onder meer te zien in Gunsmoke, The Love Boat, Murder, She Wrote, Highway to Heaven, Matlock, " Diagnosis Murder ", The Dead Zone. Ook was hij vier keer te zien in Columbo.

## Filmografie
- Santa's Slay (2005) - Grootvader
- Early Bird (televisiefilm, 2005) - Rol onbekend
- Half-Life 2 (Videospel, 2005) - Professor Breen
- The Almost Guys (2004) - De Kolonel
- Blind Eye (2003) - Isaac
- Farewell, My Love (2001) - Michael Reilly
- Hunger (2001) - De Chef
- Running Mates (televisiefilm, 2000) - Sen. Parker Gable
- NewsBreak (2000) - Rechter McNamara
- Dark Summer (2000) - Rechter Winston
- Wanted (1999) - Fr. Patrick
- Unconditional Love (1999) - Karl Thomassen
- Most Wanted (1997) - Donald Bickhart
- Spy Game (televisieserie) - Gestoorde toerist (afl. Why Spy?, niet op aftiteling)
- Mercenary (televisiefilm, 1997) - McClean
- Spy Hard (1996) - Zakenman
- Xtro 3: Watch the Skies (1995) - Guardino
- Favorite Deadly Sins (televisiefilm, 1995) - Acteur die Noble Hart speelt
- Panther (1995) - Charles Garry
- I Spy Returns (televisiefilm, 1994) - Kelly Robinson
- The Pelican Brief (1993) - President
- Timebomb (1991) - Mr. Phillips
- Murderous Vision (televisiefilm, 1991) - Dr. Bordinay
- Perry Mason: The Case of the Defiant Daughter (televisiefilm, 1990) - Richard Stuart
- Voyage of Terror: The Achille Lauro Affair (televisiefilm, 1990) - Gen. Davies
- Pucker Up and Bark Like a Dog (1990) - Gregor
- Silent Night, Deadly Night III: Better Watch Out! (1989) - Lt. Connely
- What Price Victory (televisiefilm, 1988) - Billy Bob Claiborne
- Big Bad Mama II (1987) - Daryl Pearson
- Combat High (televisiefilm, 1986) - Generaal Edward 'Ed' Woods
- The Blue Lightning (televisiefilm, 1986) - Lester McInally
- The Gladiator (televisiefilm, 1986) - Luitenant Frank Mason
- The Key to Rebecca (televisiefilm, 1985) - Gen. Erwin Rommel
- Brothers-in-Law (televisiefilm, 1985) - Winston Goodhue
- Turk 182! (1985) - Burgemeester Tyler
- Calender Girl Murders (televisiefilm, 1984) - Richard Trainor
- Her Life as a Man (televisiefilm, 1984) - Dave Fleming
- National Lampoon's Movie Madness (1982) - Paul Everest (Success Wanters)
- Thou Shalt Not Kill (televisiefilm, 1982) - Steve Nevins
- Killjoy (televisiefilm, 1981) - Lou Corbin
- The Night the City Screamed (televisiefilm, 1980) - Frank McGuire
- The Dream Merchants (televisiefilm, 1980) - Henry Farnum
- Goldengirl (1979) - Steve Esselton
- Hot Rod (televisiefilm, 1979) - T.L. Munn
- Roots: The Next Generations (miniserie, 1979) - Lyle Pettijohn
- Women in White (televisiefilm, 1979) - Anthony Broadhurst
- Last of the Good Guys (televisiefilm, 1978) - Sgt. Nichols
- Spectre (televisiefilm, 1977) - William Sebastian
- Cry for Justice (1977) - Rol onbekend
- Flood! (televisiefilm, 1976) - Steve Brannigan
- The Great Scout & Cathouse Thursday (1976) - Jack Colby
- Breaking Point (1976) - Frank Sirrianni
- Sky Riders (1976) - Jonas Bracken
- Inside Out (1975) - Sly Wells
- A Cry for Help (televisiefilm, 1975) - Harry Freeman
- Strange Homecoming (televisiefilm, 1974) - Jack Halsey
- The Castaway Cowboy (1974) - Calvin Bryson
- Houston, We've Got a Problem (televisiefilm, 1974) - Steve Bell
- Give Me Liberty (televisiefilm, 1974) - Rol onbekend
- Outrage (televisiefilm, 1973) - Jim Kiler
- A Cold Night's Death (televisiefilm, 1973) - Robert Jones
- A Name for Evil (1973) - John Blake
- The Lie (televisiefilm, 1973) - Rol onbekend
- Hickey & Boggs (1972) - Frank Boggs
- See the Man Run (televisiefilm, 1971) - Ben Taylor
- Hannie Caulder (1971) - Thomas Luther Price
- Bob & Carol & Ted & Alice (1969) - Bob Sanders
- I Spy (televisieserie) - Kelly Robinson (82 afl., 1965-1968)
- The Hanged Man (televisiefilm, 1964) - Harry Pace
- Rhino! (1964) - Dr. Hanlon
- The Movie Maker (televisiefilm, 1964) - Rol onbekend
- The Raiders (1963) - James Butler 'Wild Bill' Hickok
- Sunday in New York (1963) - Russ Wilson
- PT 109 (1963) - Ens. George 'Barney' Ross
- Trackdown (televisieserie) - Hoby Gilman (70 afl., 1957-1959)
- Now Is Tomorrow (televisiefilm, 1958) - Rol onbekend